# 236 Honoria
Honoria /hɒˈnɔːriə/ (định danh hành tinh vi hình: 236 Honoria) là một tiểu hành tinh lớn ở vành đai chính. Ngày 26 tháng 4 năm 1884, nhà thiên văn học người Áo Johann Palisa phát hiện tiểu hành tinh Honoria khi ông thực hiện quan sát ở Viên và đặt tên nó theo tên Honoria, cháu gái của hoàng đế La Mã Theodosius I, người đã bắt đầu thương thuyết với Attila hoàng đế Hung Nô.
Honoria được phân loại là một tiểu hành tinh kiểu S bằng đá dựa trên quang phổ của nó. 236 Honoria quay quanh quỹ đạo gần chuyển động cộng hưởng trung bình 5:2 với Sao Mộc, nằm ở 2,824 AU.